# IL10RA
Рецептор интерлейкина 10, альфа-субъединица (англ. Interleukin 10 receptor, alpha subunit, IL10Rα, IL10RA) — белок, субъединица рецептора интерлейкина 10, продукт гена человека IL10RA.

## Функции
IL10RA является рецептором к интерлейкину 10. Белок структурно связан с интерфероновыми рецепторами. Рецептор опосредует иммуносупрессивный сигнал интерлейкина 10 и ингибирует синтез провоспалительных цитокинов. Показано, что IL10RA усиливает выживаемость предшественников миелоидных клеток через сигнальный путь IRS2/PI3K/AKT. Активация этого рецептора приводит к фосфорилированию тирозинов киназ JAK1 и TYK2.

## Interactions
IL10RA взаимодействует с интерлейкином 10 и Янус-киназой 1.